# Chrám Matky Boží v Paříži (román)
Chrám Matky Boží v Paříži (1831, Notre-Dame de Paris) je vrcholný historický román francouzského romantického básníka, prozaika, dramatika, esejisty a politika Victora Huga. Česky kniha vyšla také pod názvem Zvoník od Matky Boží.
Kniha ukazuje romantismus jako jeden z extrémů architektury, vášně a náboženství. Nejvýznamnějším aspektem románu je zájem o architekturu a katedrálu samotnou, která byla v průběhu autorova psaní v dosti tristním stavu, což Victora Huga poznamenávalo. Neméně důležitým tématem knihy je determinismus, revoluce a sociální spory. V ději knihy je opakovaně poukazováno na barbarství a absurditu tehdejšího justičního systému.

## Děj

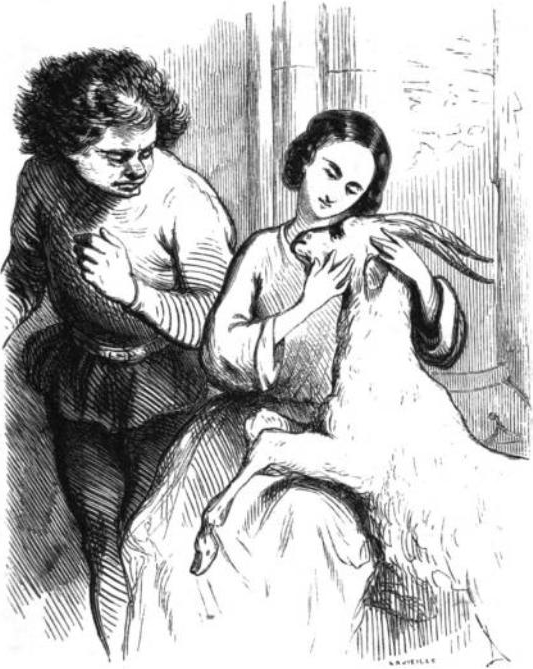
Quasimodo a Esmeralda, kresba Victora Huga

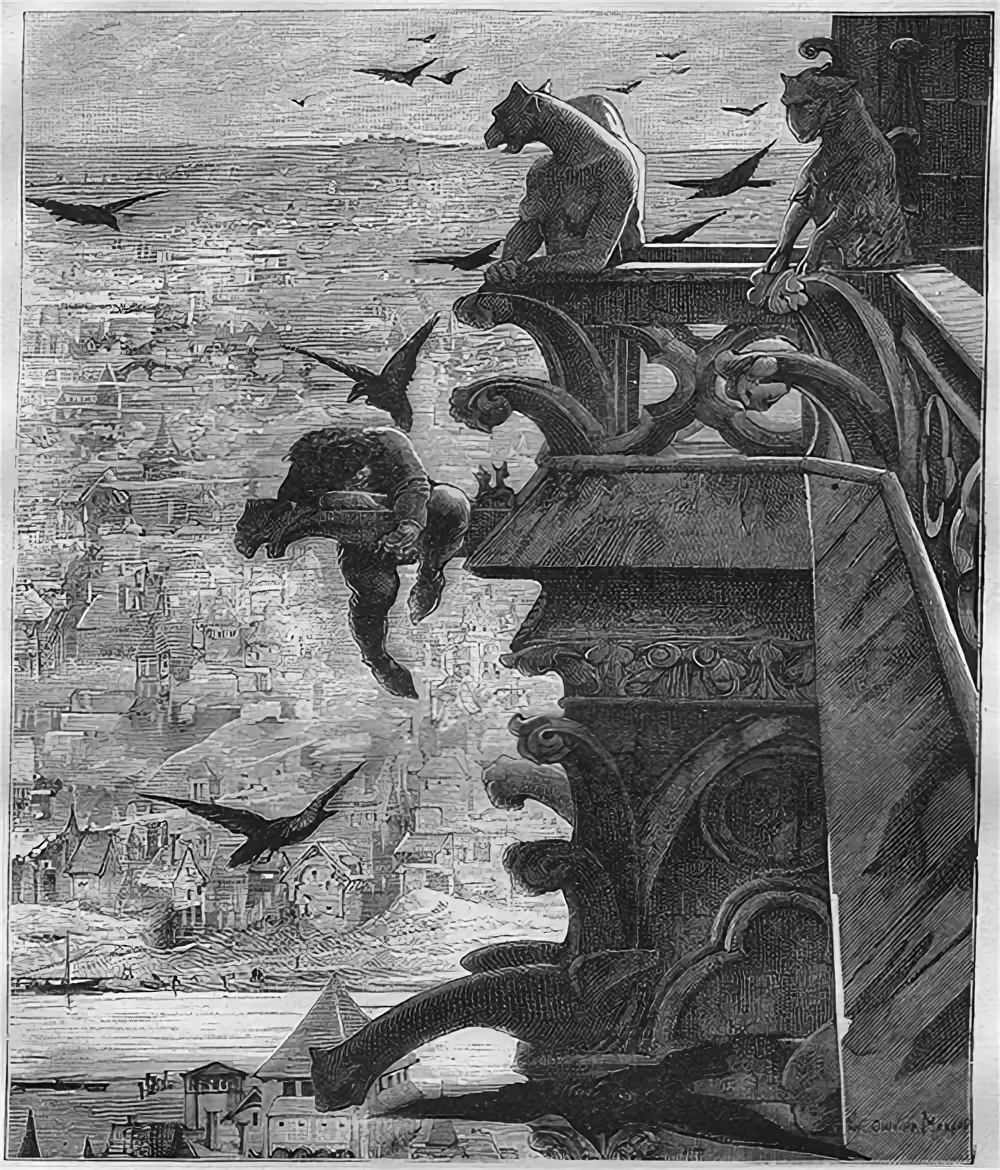
Ilustrace Luca-Oliviera Mersona k vydání z roku 1889

Román se odehrává ve středověké Paříži v roce 1482, tedy v době vlády francouzského krále Ludvíka XI. (1461–1483). Autor zde popisuje různé společenské vrstvy od krále přes vysoké duchovenstvo, šlechtu a studenty až po společenskou spodinu (žebráky, zloděje, prostitutky). Seznamuje čtenáře také se známými místy středověké Paříže, ale i s jejími malými spletitými uličkami (Soudní palác, Dvůr divů – shromaždiště vyděděnců). Dominantou díla je samozřejmě pařížská katedrála Notre Dame (Chrám Matky Boží). S katedrálou jsou spjaty životní osudy hlavní postavy Quasimoda, hrbatého, téměř hluchého a na jedno oko slepého zvoníka, kterého se v dětství ujal kněz Frollo, za což mu zůstal po celou dobu vděčný a oddaný. Kvůli Frollovi se Quasimodo pokusí o únos cikánské tanečnice Esmeraldy, do níž je Frollo zamilován. Únos Quasimodovi překazil Phoebus z Châteaupers, do nějž se poté Esmeralda zamilovala. Quasimodo je zatčen a odsouzen k trestu na pranýři. Esmeralda s ním má soucit, přinese mu na pranýř vodu, za což se do ní Quasimodo zamiluje, i když ví, že marně. Frollo i Quasimodo jsou nešťastně zamilováni do krásné Esmeraldy, ta ale jejich city neopětuje. Frolla nenávidí, Quasimoda jí je líto, je zamilována do Phoeba. Frollo ze žárlivosti zaútočí na Phoeba, Esmeralda se domnívá, že je mrtev. Phoebeus ale přežije. Esmeralda je nespravedlivě obviněna a za pomoci útrpného práva odsouzena k trestu smrti za vraždu Phoeba a čarodějnictví spolu se svou kozou Džali, se kterou prováděla kejklířské kousky. Quasimodo v den popravy Esmeraldu unese do chrámu, kde jí poskytne azyl a přizná se, že ji tajně miluje. Frollo přemlouvá Esmeraldu, aby se stala jeho milenkou, ona však odmítá. Esmeralda je později popravena. Frollo by ji býval mohl zachránit, ale neudělal to. Když nemůže mít její lásku on, nechce, aby milovala kohokoliv jiného, a raději ji nechává zemřít na šibenici. Quasimodo se za popravu mstí, shodí Frolla z věže chrámu, čímž svého vychovatele zabije. Po letech je Quasimodova kostra nalezena v hrobce u Esmeraldy. Quasimodo Esmeraldu velmi miloval, a tak raději dobrovolně zemřel v jejím objetí, než aby žil bez ní.
Quasimodo je typickou romantickou postavou vybudovanou na kontrastech: jeho ohyzdný zevnějšek ostře kontrastuje s čistotou jeho srdce, svým zevnějškem okolí odpuzuje, lidé ho nenávidí, domnívají se, že je ztělesněním zla. Ve skutečnosti je však schopen těch nejhlubších a nejčistších citů. Obdobně na kontrastech je vybudována postava cikánské tanečnice Esmeraldy, která, ač vyrůstala v prostředí pařížského podsvětí mezi prostitutkami a zloději, si zachovala mravně čistý život.

## Postavy

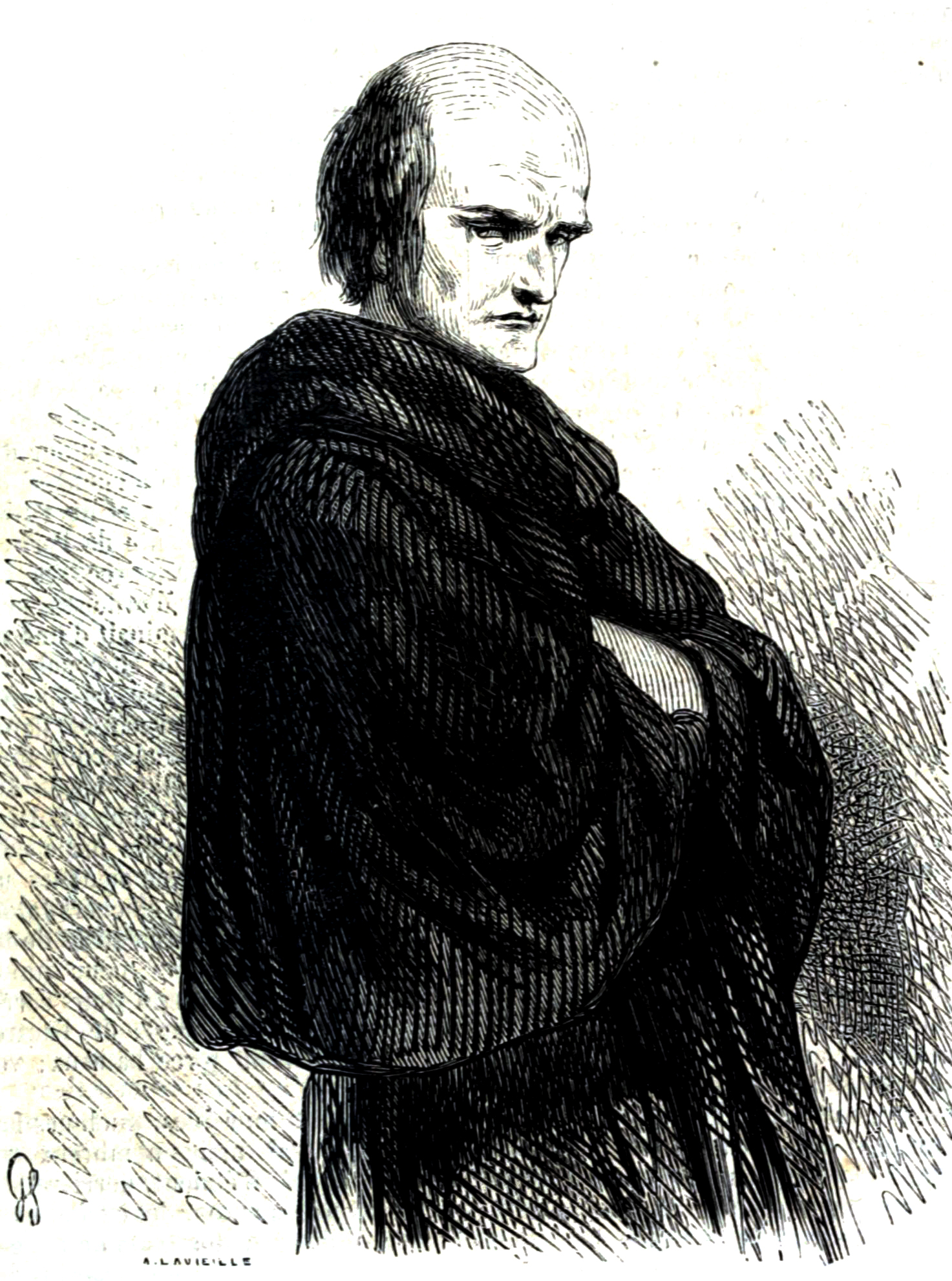
Claudius Frollo, ilustrace k vydání z roku 1853, autoři Jean Alfred Gérard-Séguin a Jacques Adrien Lavieille

- Quasimodo: Protagonista příběhu. Pojmenoval ho jeho nálezce Claudius Frollo ze dvou uváděných důvodů.[3] Buď podle dne nalezení na Bílou neděli, nebo se latinské quasi modo překládá jako „jaksi, přibližně, jen jako“ a Frollo jméno zvolil proto, že Quasimodo byl jen „přibližně člověkem“. Typický romantický hrdina. Znetvořený, ale schopný čisté lásky k Esmeraldě. Osamělý.
- Esmeralda (rodné jméno Agnes): Krásná „cikánka“ – (ve skutečnosti je dcerou Paquette la Chantefleurie, viz níže), její krása a povaha jsou v kontrastu s prostředím, ve kterém žije.
- Phoebus de Châteaupers: Kapitán gardy, přelétavý, „typický floutek“. Esmeralda se do něho zamiluje, leč on ji má jen na ukrácení času do svatby s Fleur-de-Lys. Téměř zavražděn Claudiem Frollem, protože si dal romantickou schůzku s jeho tajnou láskou – Esmeraldou.
- Páter Claudius Frollo: Hlavní antagonista příběhu. Arcijáhen z Notre-Dame, archetyp intelektuála a vědychtivého hledače absolutna. Byl velmi inteligentní, už v osmnácti letech se stal doktorem čtyř fakult: teologie, práva, medicíny a umění. Vychoval kromě svého bratra Jana i Quasimoda a dovolil mu být zvoníkem. Byl zmítán mezi láskou k Bohu a láskou, kterou věnoval Esmeraldě. Především záporná postava, ale také páter, který poprvé pocítil lásku, protože nebyla jeho láska opětována, uchýlil se ke zlým činům.
- Pierre Gringoire (v jiném vydání též Petr Gringoire): Básník, ožení se s Esmeraldou, svatbou mu Esmeralda zachránila život, což byl důvod jejich sňatku. Jejich vztah zůstane kvůli Esmeraldině přesvědčení pouze platonický.
- Fleur-de-Lys de Gondelaurier: Phoebova snoubenka, bohatá měšťanka, velmi žárlí na Esmeraldu. V jiném vydání též Lilie Gondelaurier.
- Jan Frollo ze Mlýna: Šestnáctiletý mladší bratr pátera Claudia Frolla. Bezstarostný výtržník a student na univerzitě, jenž je závislý na penězích od svého bratra. Názorově jde s davem. Poté, co je zaškrcen finanční kohoutek, se stává tulákem.
- Kytička-Pěnička Gudula (Paquette la Chantefleurie): Původem prostitutka, jež se po ztrátě svého dítěte (Esmeraldy, kterou unesli Cikáni) dobrovolně uchyluje do cely kajícnice v centru Paříže.
- Ludvík XI.: Král Francie. Velmi mazaný nemilosrdný egoistický starý nemocný muž, který své jednání staví více na machiavellistických zásadách, než na morálce a cti.
- Tristan l'Hermite: Přítel Ludvíka XI.
- Henriet Cousin: Pařížský kat.
- Florian Barbedienne: Soudce.
- Jacques Charmolue: Přítel pátera Frolla, s nímž se podílí na intrikách.
- Clopin Trouillefou: Král hrdlořezů.
- Pierrat Torterue: Mučitel.

## Jazyk a styl
Vyprávění je barvité, melodramatické, prudký dějový spád, neobvyklé situace a překvapivé zvraty. Jazyk je spisovný, řeč postav je rozlišena podle jejich společenského postavení, a obsahuje tedy i hovorové výrazy, případně výrazy v latině a řečtině.

## Adaptace

### Film

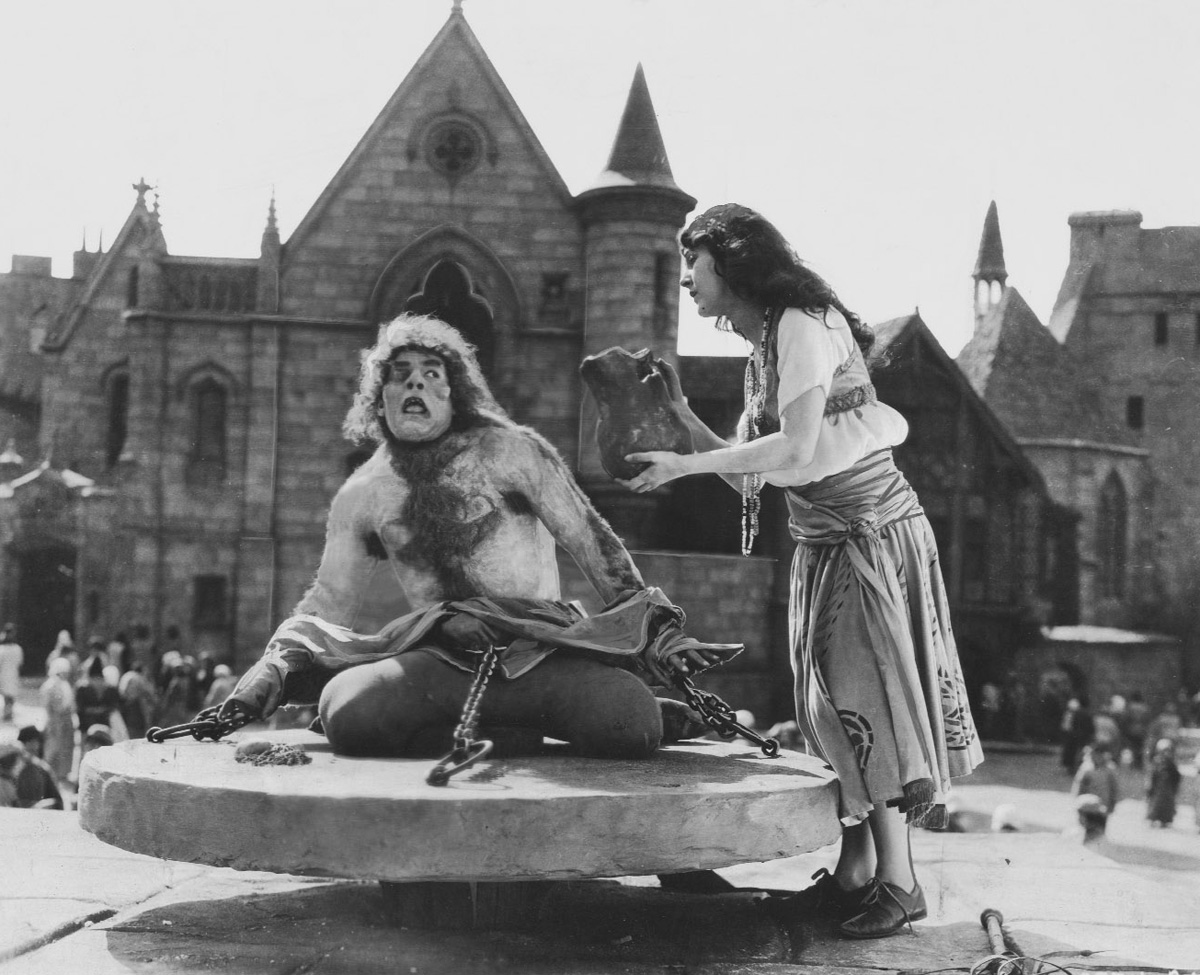
Zvoník u Matky Boží, film z roku 1923

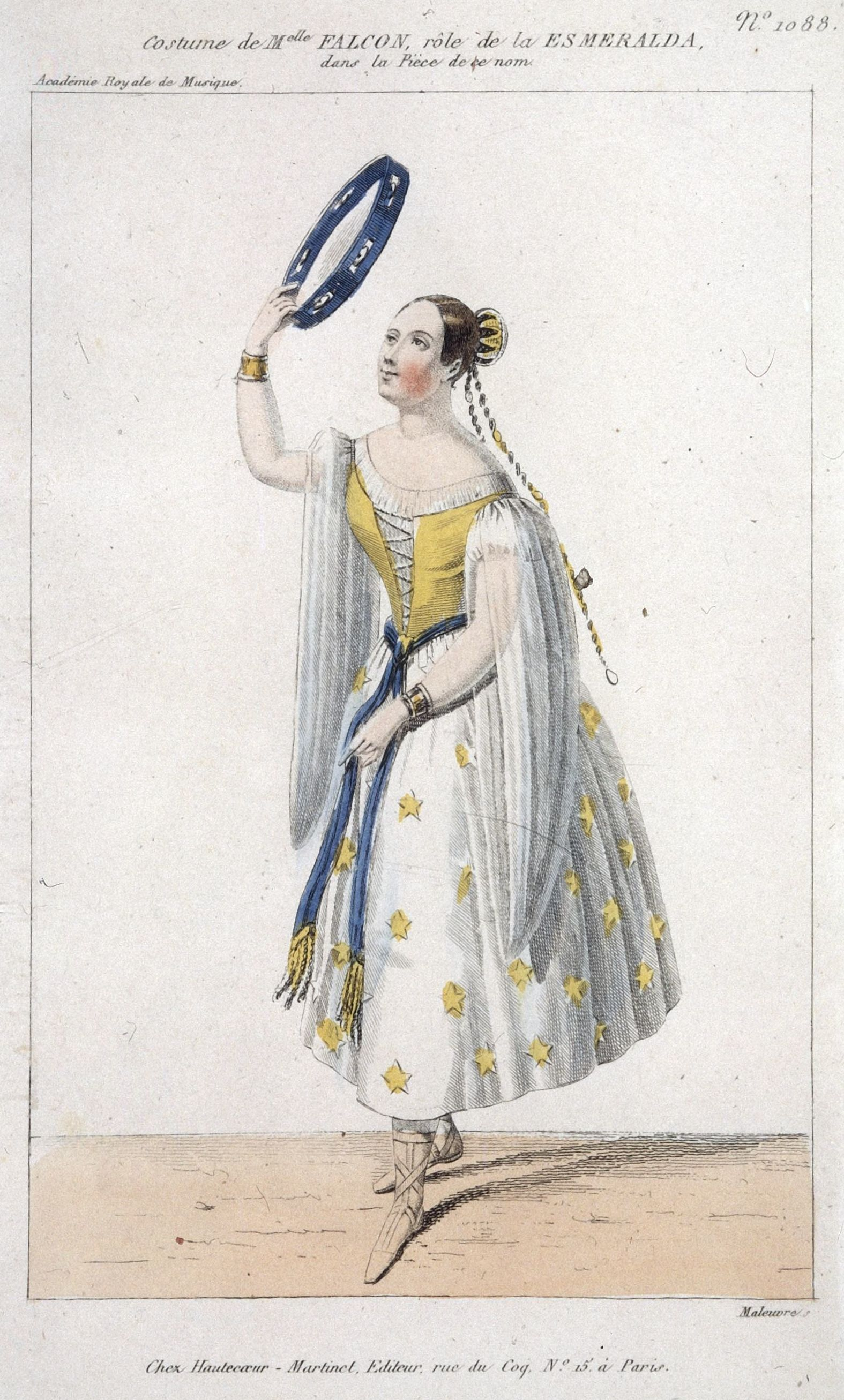
Cornélie Falconová v titulní roli opery Esmeralda z roku 1936

- Esmeralda (1905), francouzský krátký němý film, režie Victorin-Hippolyte Jasset.[4]
- Notre-Dame de Paris (1911, Chrám Matky Boží v Paříži), francouzský němý film, režie Albert Capellani.[5]
- The Darling of Paris (1917), americký němý film, režie J. Gordon Edwards.[6]
- Esmeralda (1922), britský krátký němý film, režie Edwin J. Collins[7]
- The Hunchback of Notre Dame (1923, Zvoník u Matky Boží), americký němý film, režie Wallace Worsley.[8]
- The Hunchback of Notre Dame (1939, Zvoník od Matky Boží), americký film, režie William Dieterle, Charles Laughton jako Quasimodo a Maureen O'Harová jako Esmeralda.[9]
- The Hunchback of Notre Dame (1954, Zvoník od Matky Boží), epizoda z amerického televizního seriálu Robert Montgomery Presents.[10]
- Notre Dame de Paris (1956, česky jako Zvoník u Matky Boží), francouzský film, režie Jean Delannoy, Anthony Quinn jako Quasimodo a Gina Lollobrigida jako Esmeralda.[11]
- The Hunchback of Notre Dame (1966, Zvoník od Matky Boží), britský televizní seriál, režie James Cellan Jones.[12]
- The Hunchback of Notre Dame (1976, Zvoník od Matky Boží), britský televizní film, režie Alan Cooke .[13]
- The Hunchback of Notre Dame (1982, Zvoník od Matky Boží), britský televizní film, režie Michael Tuchner, Anthony Hopkins jako Quasimodo a Lesley-Anne Downová jako Esmeralda.[14]
- The Hunchback of Notre Dame (1986), australský kreslený film.[15]
- The Hunchback of Notre Dame (1996, Zvoník u Matky Boží), americký kreslený film ze studia Walta Disneye, režie Gary Trousdale a Kirk Wise.[16]
- The Hunchback (1997, Zvoník), americký televizní film, režie Peter Medak, Mandy Patinkin jako Quasimodo a Salma Hayeková jako Esmeralda.[17]
- Quasimodo d'El Paris (1999), francouzský film, režie Patrick Timsit.[18]
- The Hunchback of Notre Dame II (2002), americký kreslený film ze studia Walta Disneye, režie Bradley Raymond, volné pokračování využívající motivy z Hugova románu.[19]

### Hudba
- Esmeralda (La Esmeralda), opera z roku 1836, libreto Victor Hugo, hudba Louise-Angélique Bertinová.[20]
- Esmeralda, opera z roku 1838 od italského skladatele Alberta Mazzucata.
- Esmeralda (La Esmeralda), balet Cesara Pugniho z roku 1844.[21]
- Esmeralda (Эсмеральда), opera z roku 1847 od ruského skladatele A. S. Dargomyžského.
- Esmeralda, opera z roku 1883 od anglického skladatele Arthura Goringa Thomase.
- Zvoník u Matky Boží (Notre-Dame de Paris) – francouzsko- kanadský muzikál z roku 1998.[22]

## Česká vydání
- Chrám Matky Boží v Paříži, Eduard Grégr, Praha 1864, přeložil Vincenc Vávra Haštalský.
- Chrám Matky Boží v Paříži, Grosman a Svoboda, Praha 1902, přeložil Emanuel Čenkov, znovu Henning Franzen, Praha 1927 a Mars, Praha 1931.
- Chrám Matky Boží v Paříži, Grafickém závody, Plzeň 1921-1922, přeložil J. B. Heller.
- Chrám Panny Marie v Paříži, Antonín Svěcený, Praha 1926, přeložili Gustav Winter a Alois Krb.
- Chrám Matky Boží v Paříži, Dr. Emanuel Čenkov,Rodinná knihovna Henning Franzen Praha 1927, ilustroval A. Justitz
- Chrám Matky Boží v Paříži, Bohumil Janda, Praha 1928, přeložil Jaromír Fiala.
- Chrám Matky Boží v Paříži, Julius Albert, Praha 1934, přeložila Běla Vrbová-Pavlousková.
- Chrám Matky Boží v Paříži, SNKLHU, Praha 1955 přeložila Milena Tomášková, znovu 1856, dále SNKLU, Praha 1964 a Odeon, Praha 1968 a 1978.
- Zvoník od Matky Boží, Práce, Praha 1975 přeložila Milena Tomášková.
- Chrám Matky Boží v Paříži, Sfinga, Ostrava 1994 přeložila Milena Tomášková, znovu Alpress, Frýdek-Místek 2000, Levné knihy KMa, Praha 2005 a Academia, Praha 2009.
- Chrám Matky Boží v Paříži, Dobrovský, Praha 2014, přeložili Gustav Winter a Alois Krb.